# Disa patula
Disa patula är en orkidéart som beskrevs av Otto Wilhelm Sonder. Disa patula ingår i släktet Disa och familjen orkidéer.

## Underarter
Arten delas in i följande underarter:
- D. p. patula
- D. p. transvaalensis